# Nördlicher Talschwarzwald
Der Nördliche Talschwarzwald ist die naturräumliche Haupteinheit Nr. 152 in der Großlandschaft Schwarzwald im Südwestdeutschen Stufenland gemäß der Systematik des Handbuchs der naturräumlichen Gliederung Deutschlands.

## Lage
Der Naturraum umfasst den Westabfall des Nordschwarzwaldes zwischen dem Hauptkamm und der Oberrheinebene von Bad Peterstal-Griesbach im Süden bis Gaggenau im Norden. Die bestimmenden Fließgewässersysteme, die den Naturraum zum Oberrhein entwässern, sind die von Murg, Oos, Acher und Rench.
Nach Osten grenzt er an die Haupteinheit Grindenschwarzwald und Enzhöhen (Haupteinheit Nr. 151), im Süden an den Mittleren Schwarzwald (Nr. 153), im Westen an die Ortenau-Bühler Vorberge (Nr. 212) und im Norden an die Schwarzwald-Randplatten (Nr. 150).

## Beschreibung
Der Naturraum umfasst im Wesentlichen die vom Grundgebirge und dessen magmatischen Gesteinsformationen bestimmten Westhänge des Nordschwarzwaldes. Im Norden des Naturraums um Baden-Baden und Gaggenau steht das Rotliegend an. Im Süden sind verstärkt metamorphe Gesteine zu finden.
Die Landschaft ist überwiegend bewaldet. Im Norden befinden sich größere Städte wie Baden-Baden, Gaggenau und Gernsbach, der südliche Teil ist vermehrt durch Streusiedlungen und Einzelgehöfte besiedelt. Größere Siedlungen konzentrieren sich auf die Tallagen der größeren Flüsse.
Der Talschwarzwald ist stärker zertalt als etwa der östlich angrenzende Grindenschwarzwald, in dem die Hochlagen eher plateauartig ausgebildet sind.

## Naturräumliche Gliederung
Der Naturraum Nördlicher Talschwarzwald gliedert sich wie folgt:
- 152 Nördlicher Talschwarzwald
  - 152.0 Oos-Murg-Höhen
    - 152.00 Gaggenauer Murgtalweitung
    - 152.01 Ebersteiner Berge
    - 152.02 Baden-Badener Talweitung (Oosbecken)
    - 152.03 Baden-Badener Quarzporphyrmassiv

  - 152.1 Bühlertaler Wald
    - 152.10 Bühler Höhen
    - 152.11 Murgwald
    - 152.20 Rench- und Achertaler Schwarzwald[6]
    - 152.21 Ortenau-Schwarzwald (Offenburger „Gebirg“)

## Schutzgebiete
Etwa 10 % des Nationalparks Schwarzwald liegen im Naturraum. Bedeutende Naturschutzgebiete sind unter anderem die Battertfelsen beim Schloss Hohenbaden, eine Felsformation des Rotliegend, das Naturschutzgebiet Sauersbosch, Pfrimmersbach- und Märzenbachtal, ein Ausschnitt der traditionellen Kulturlandschaft des Oostals, das Naturschutzgebiet Lautenfelsen im Murgtal und das Naturschutzgebiet Gottschlägtal-Karlsruher Grat, ein markantes Felsmassiv des Grünberg-Quarzporphyrs am Westhang des Schwarzwaldhauptkamms.
Die bedeutendsten FFH-Gebiete im Naturraum sind die Gebiete Unteres Murgtal und Seitentäler, Wälder und Wiesen um Baden-Baden, Talschwarzwald zwischen Bühlertal und Forbach, Schwarzwald-Westrand bei Achern und Nördlicher Talschwarzwald bei Oppenau. Auch das europäische Vogelschutzgebiet Nordschwarzwald liegt zu einem kleinen Teil im Naturraum. Insgesamt beträgt der Anteil von Natura-2000- und Naturschutzgebieten inklusive Nationalpark am Naturraum etwa 15 %.
Der Naturraum liegt zudem fast vollständig im Naturpark Schwarzwald Mitte/Nord.